# Simon René de Baudouin
Pour les articles homonymes, voir Baudouin.
Sylvain-Raphaël de Baudouin dit Simon René de Baudouin, né le 11 décembre 1715 à Paris et mort dans cette ville le 21 janvier 1797 à 81 ans, est un colonel d'infanterie, collectionneur d'œuvres d'art  et graveur français.

## Biographie
Fils de Charles-Raphaël Baudouin, avocat au parlement de Paris, et de Catherine Gayan d'Ormesson, Sylvain Raphaël est baptisé en l'église Saint-Eustache le 13 décembre 1715.
Originaire de Digoin, le comte Sylvain-Raphaël de Baudouin hérita par son oncle du château de Chassy.
Baudouin embrasse une carrière d'officier, nommé au régiment des gardes françaises le 18 janvier 1736, puis lieutenant de grenadiers en 1748, colonel des gardes en 1757, et termine maréchal des logis en janvier 1780.
Par ailleurs, il pratique la gravure en amateur, produisant des eaux-fortes, et réunit un grand nombre de tableaux. Il fréquente le salon de madame Geoffrin et la famille du fermier général Edme Joseph Roslin d'Ivry (1680-1760), dont Claude-Henri Watelet est le neveu. Dans sa correspondance, Friedrich Melchior Grimm l'évoque.
Baudouin a exécuté d'après ses propres dessins, une série de gravures montrant des exercices de l'infanterie française. Il a également représenté des scènes de guerre et des paysages. Son portrait a été gravé par Claude-Henri Watelet ; de ce dernier, Baudouin grava quelques marines dessinées (1756).
Entre 1781 et 1784, il vend la plupart de ses tableaux à Catherine II de Russie pour la somme de 230 000 livres, soit 115 toiles sur les 118 qu'il possédait ; il en a laissé la trace sous la forme de gravures. Parmi ces tableaux, on compte la Pallas Athéna (c. 1655) de Rembrandt, exposée au musée Calouste-Gulbenkian de Lisbonne.
Un décret de l'Assemblée nationale lui accorde le 20 janvier 1792 une pension de 5 330 francs ; il vit alors retiré à Fontainebleau. Sous la Terreur, il est arrêté et mis en prison. Il meurt en homme libre dans le plus grand dénuement le 21 janvier 1797.

## Albums d'estampes

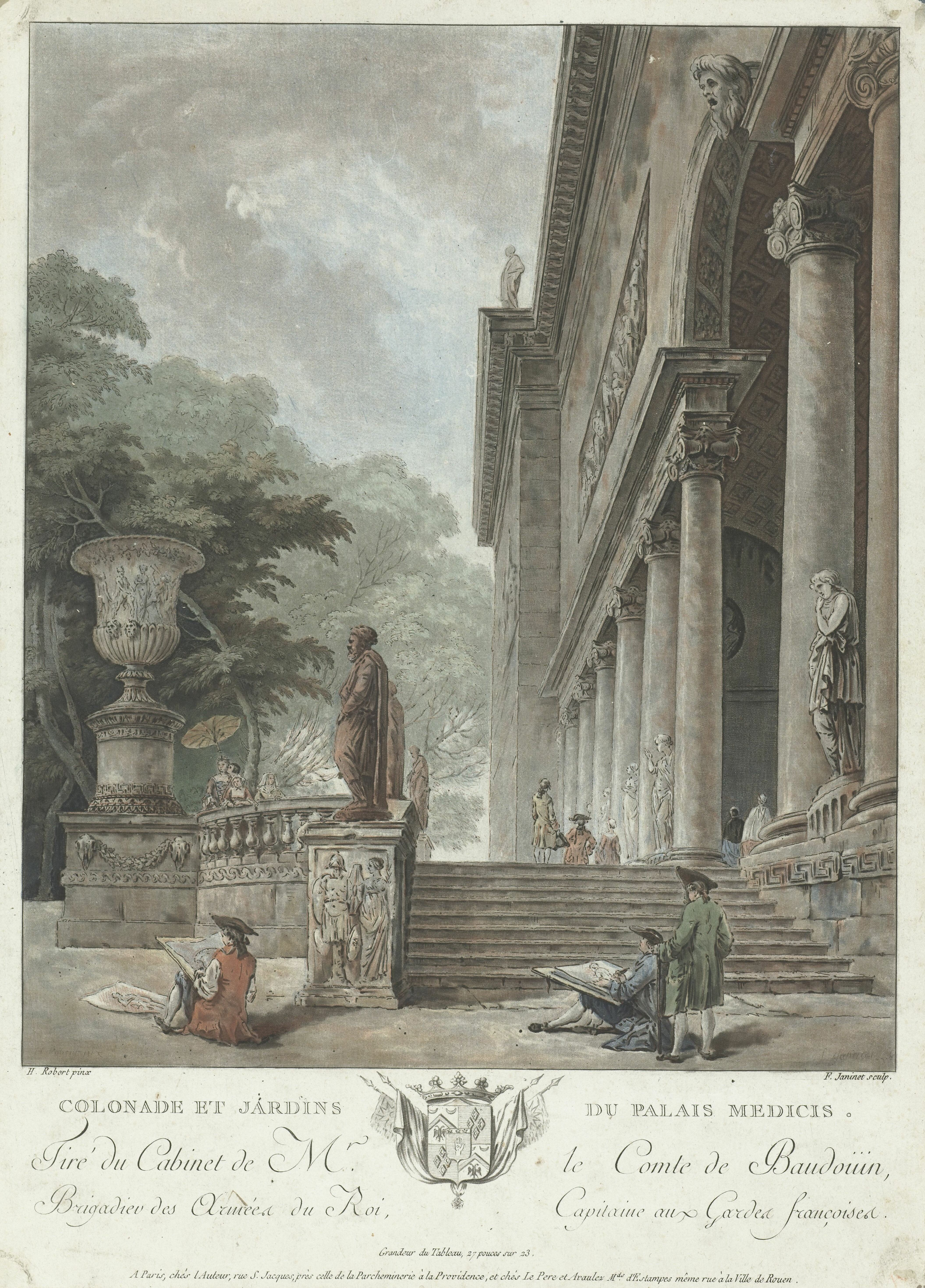
Colonnade et jardins du palais Médicis, gravure de Janinet d'après Robert, tirée du cabinet du comte de Baudouin (eau-forte rehaussée, 1776).

- Exercice de l'infanterie Françoise, ordonné par le Roy le VI. May M.DCC.LV, dessiné d'après nature dans toutes ses positions et gravé par S. R. Baudouin, colonel d'infanterie, chevalier de l'Ordre royal et militaire de St. Louis et lieutenant de grenadiers au Régiment des Gardes Françoises, 62 planches gravées, in-folio, 1757 — sur Gallica.
- Évolutions de l'infanterie française, pl. gr. par Simon René de Baudouin, 1768.